# Озеро Мбуро (национальный парк)
О́зеро Мбуро́ — национальный парк на юго-западе Уганды.

## География
Национальный парк находится в 69 км (по автодороге) к западу от города Мбарара. Это один из самых маленьких национальных парков Уганды — его площадь 260 км2. Ландшафт парка разнообразен — здесь есть склоны гор и холмов, скальные образования, густые заросли, саванны, болота и озёра.

## История
В 1933 году эти места были объявлены контролируемой охотничьей территорией, а в 1963 году стали охотничим заповедником. Статус национального парка был присвоен в 1983 году.

## Название
Название парка связано с одноименным озером, расположенным на его территории. В Уганде существует легенда об этом озере:
Однажды два брата, Кигарама и Мбуро, после долгого пути заночевали в большой долине. Ночью Кигараме приснился сон, что им грозит опасность. Поверив сну, Кигарама предложил брату двигаться дальше, однако Мбуро не пожелал покинуть гостеприимную долину. Кигарама один поднялся на близлежащие холмы. Ночью после сильнейшего ливня долина была затоплена, и Мбуро утонул. На месте долины образовалось прекрасное озеро, которое названо именем Мбуро.

## Туризм
На территории национального парка устроены кемпинги для туристов, которые приезжают в парк. Основные развлечения — лодочные экскурсии и наблюдение за животными. Путешествовать здесь разрешено только в сопровождении проводника.

## Фауна
В национальном парке Озеро Мбуро можно увидеть 70 видов млекопитающих и 360 видов птиц. Широко распространены зебры, бегемот, импала, бородавочники, канна, африканский буйвол, лев, леопард, гиены, генеты, шакалы, сервал и др.

## Галерея

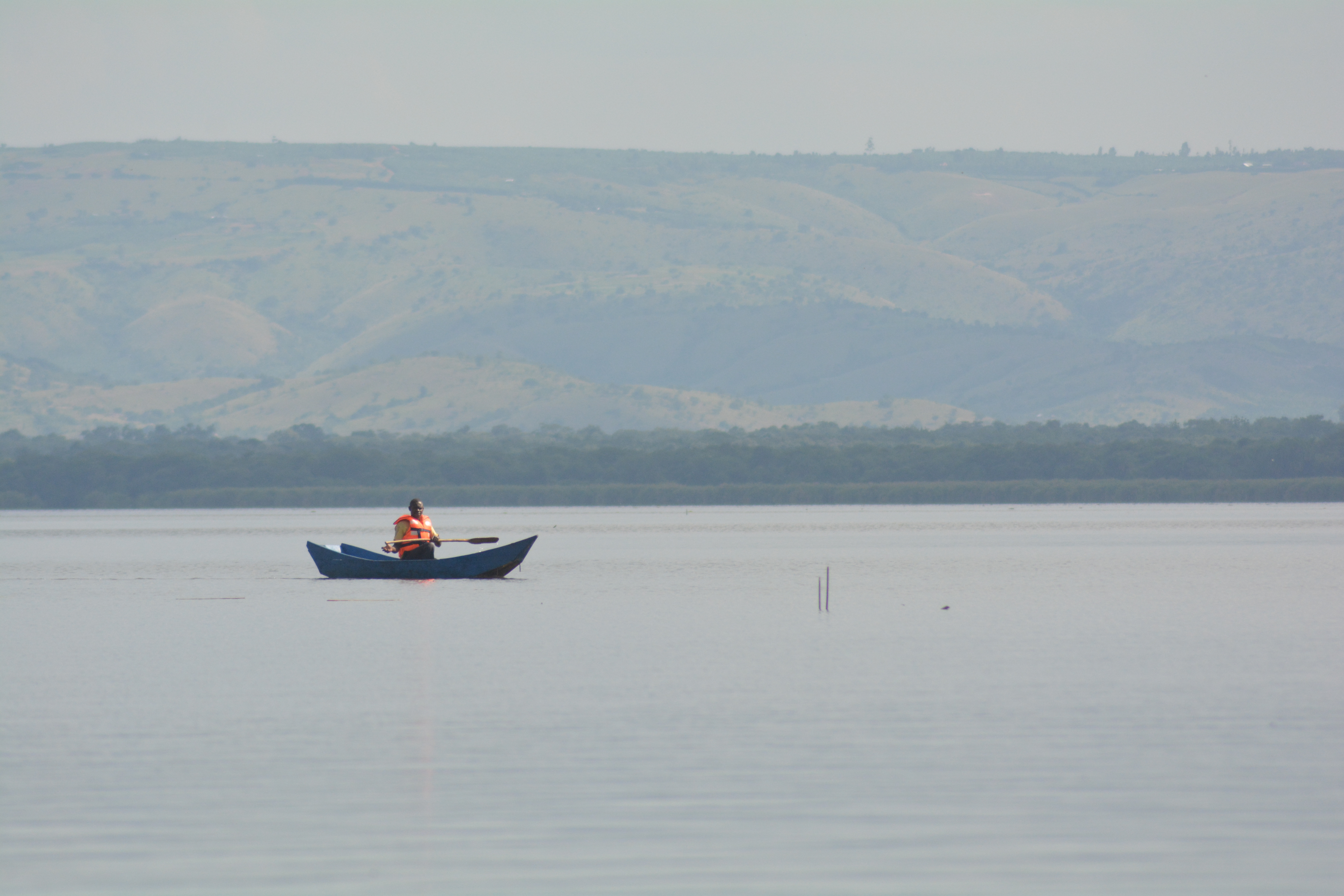
Лодка на озере Мбуро
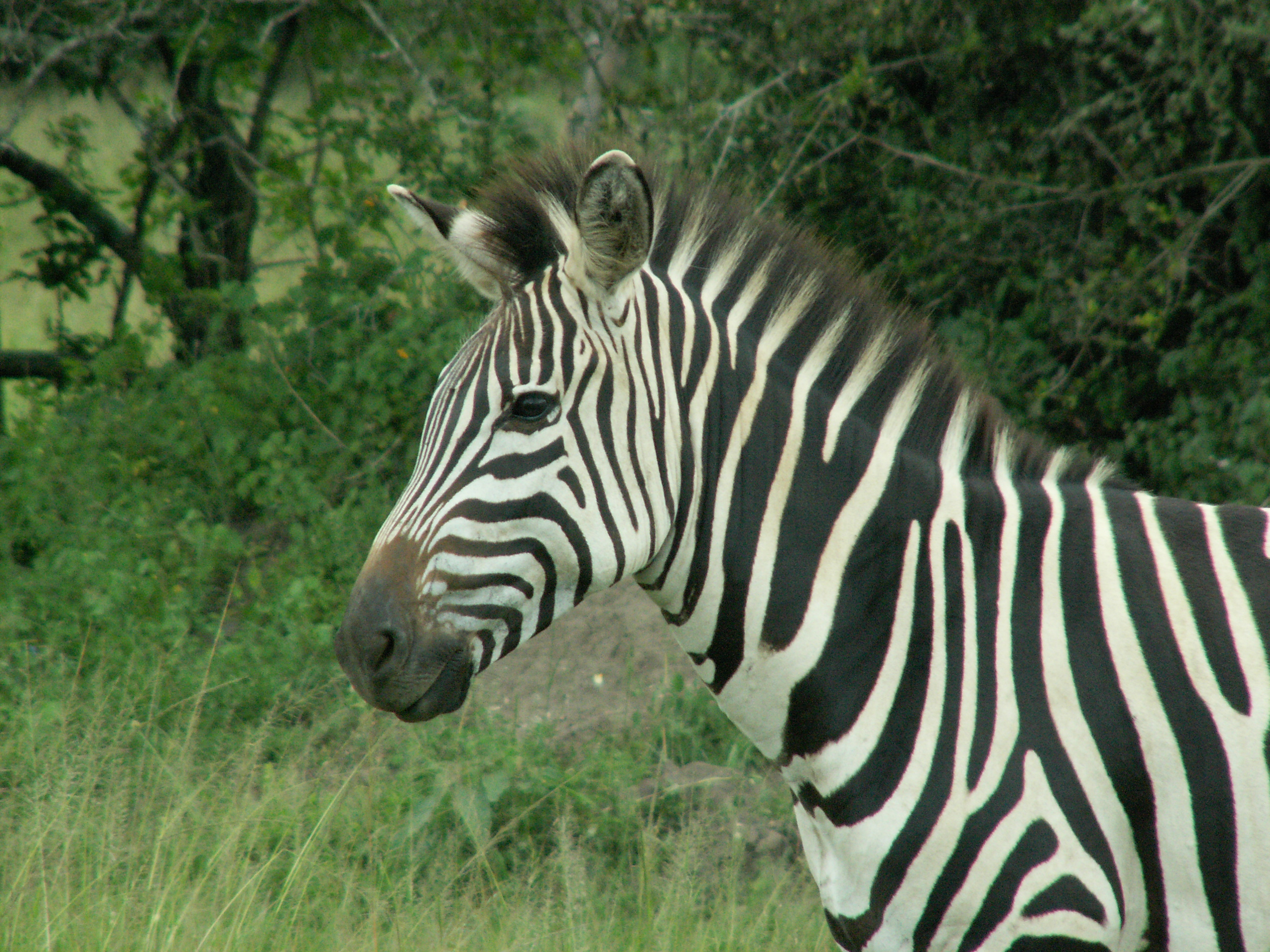
Зебра
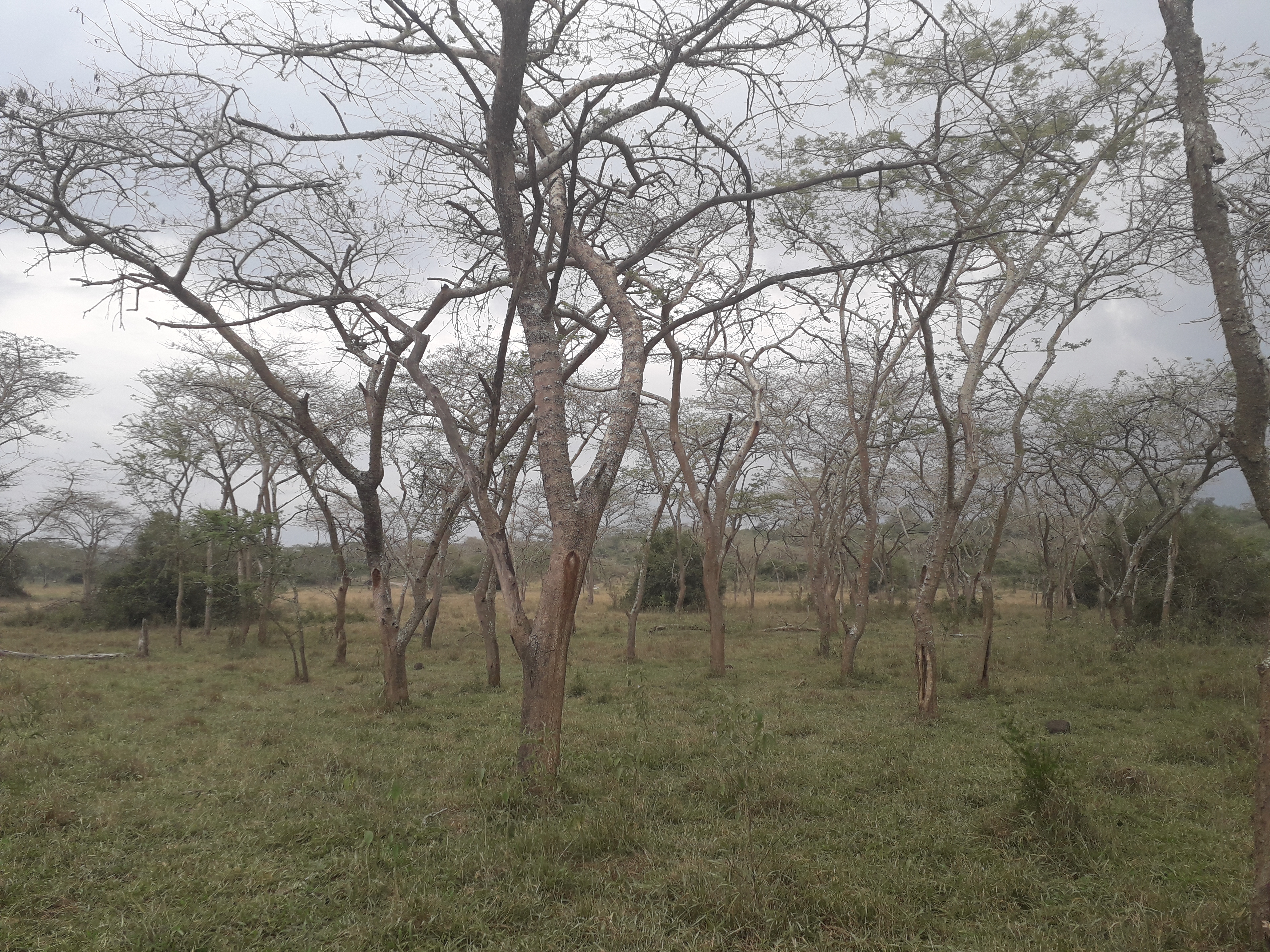
Саванна
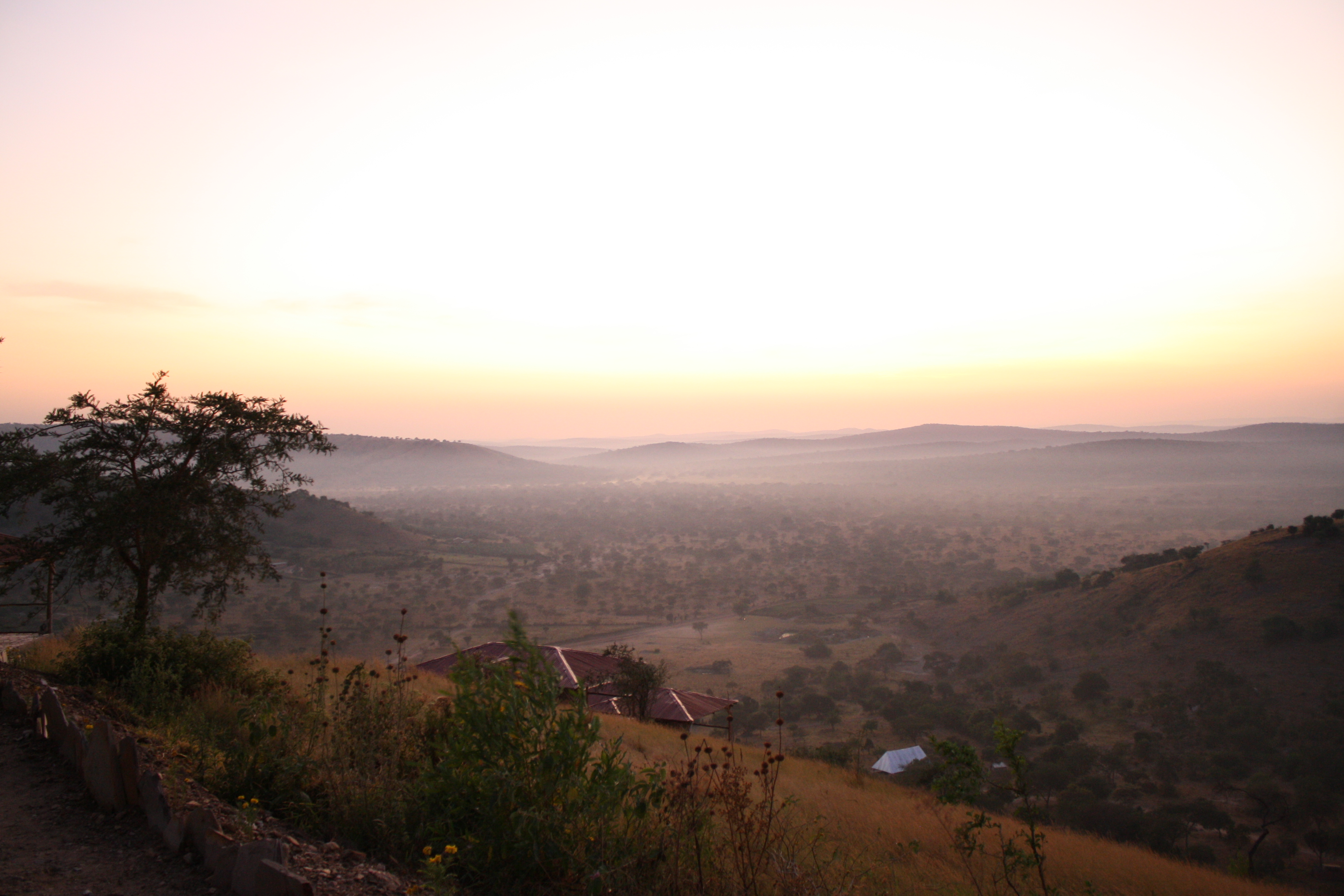
Национальный парк ранним утром
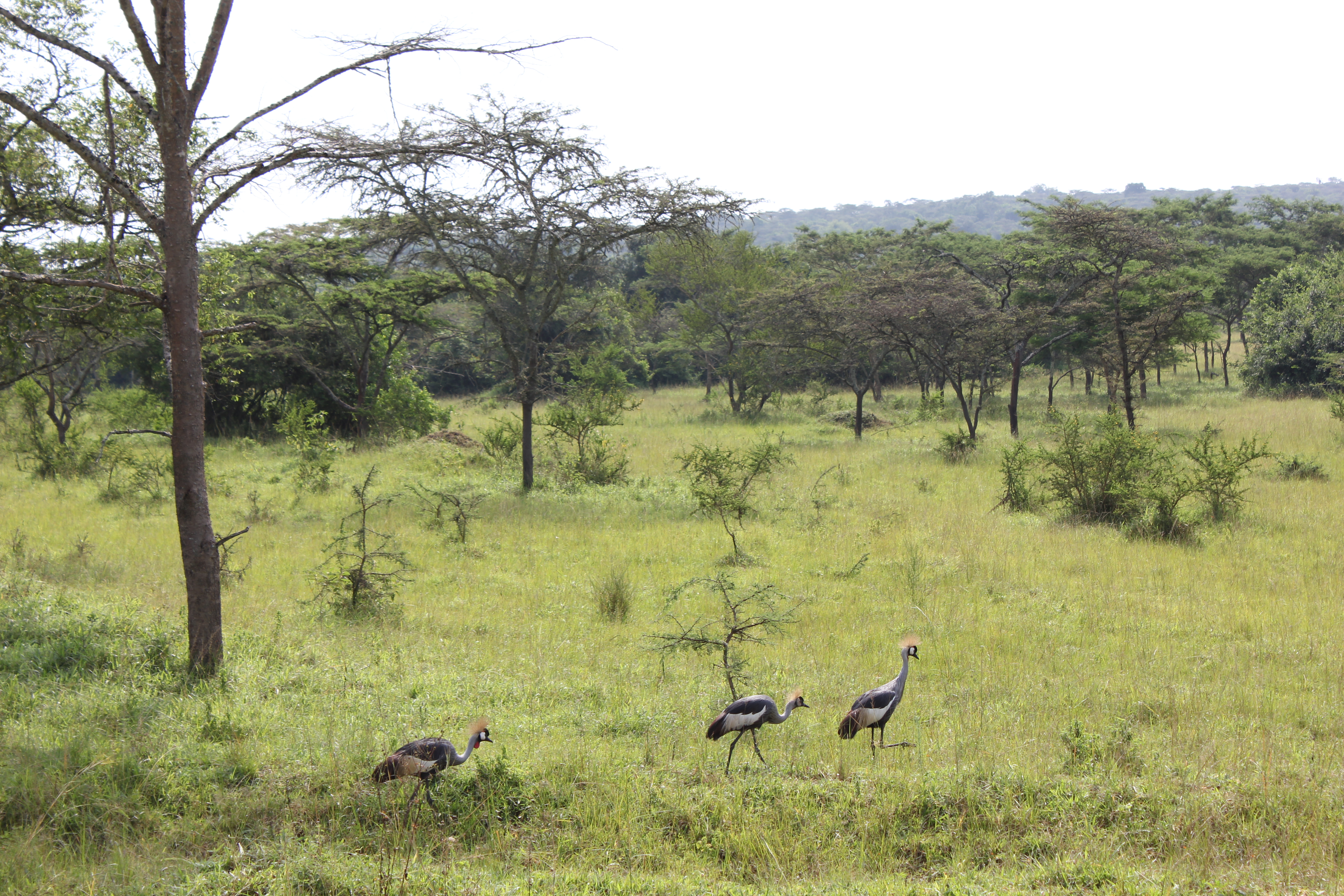
Журавли в саванне
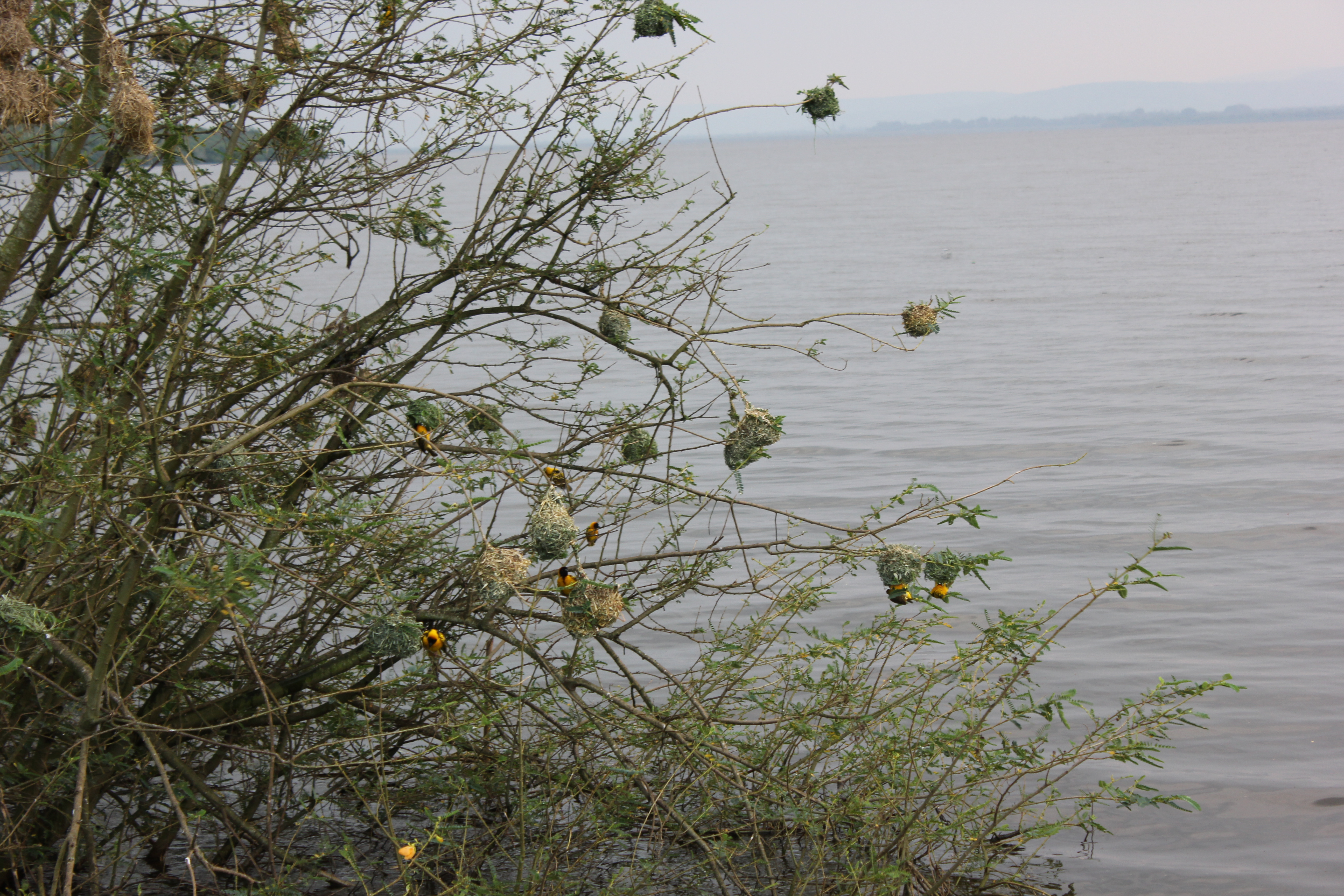
Озеро Мбуро
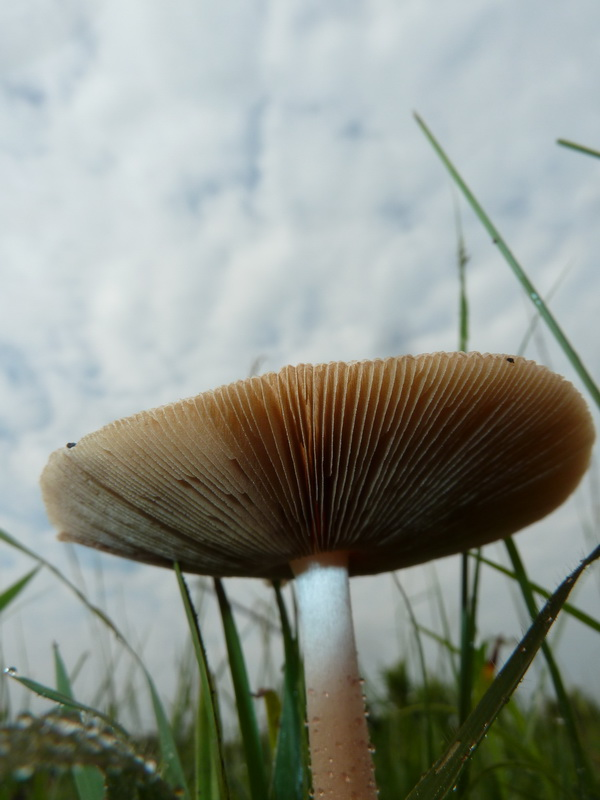
Bolbitius coprophilus
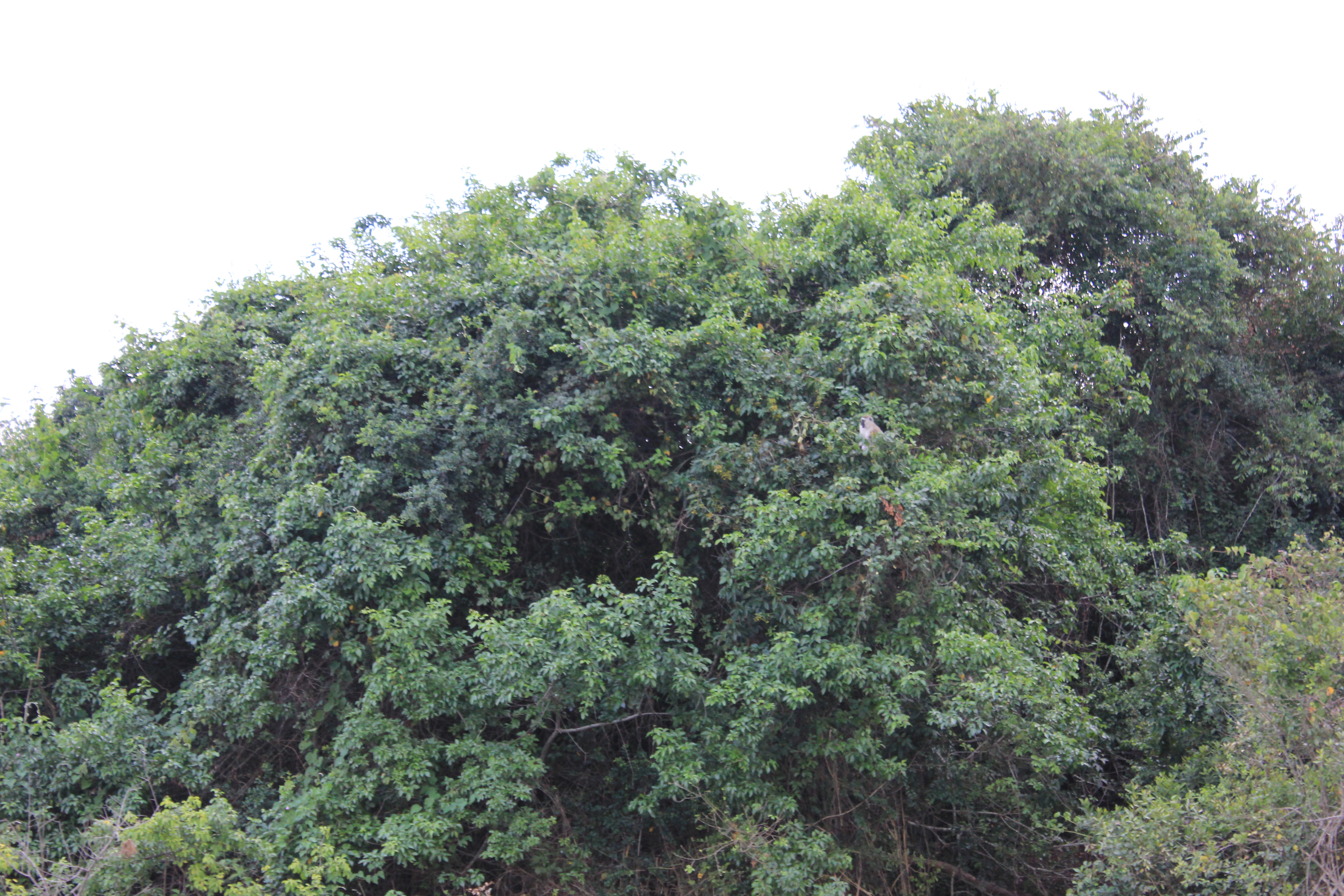
Флора национального парка

## См.также
- Список национальных парков Уганды